# Предсмертный крик
Предсмертный крик (англ. Deathcry), настоящее имя Шарра Нерамани (англ. Sharra Neramani) — персонаж, появившийся в комиксах издательства Marvel Comics. Шарра Нерамани была бывшим членом Команды Мстителей, племянница королевы империи Ши'ар Лиландры Нерамани.

## История публикаций
Шарра Нерамани впервые появилась в Мстителях #363 (1993 года), авторами персонажа были Боб Харрас и художник Стив Эптин.
Шарра одна из многочисленных персонажей трёх выпусков комикса Chaos War: Dead Avengers, созданный Фредом Ван Лентеи Томом Груммет. В интервью Comic Book Resources Фред Ван Ленте объяснил: “Шарра Нерамани персонаж, о котором я ничего не знал, пока мы не начали использовать её в комиксах. Она была потрясающей в комиксе Annihilation: Conquest, и это определённо то воплощение персонажа которого я собираюсь использовать. Её настоящее имя должно быть классическим, так как она стереотипная плохая девушка с расщеплением и дерьмовым характером. Она представительница Ши'ар, которая может быть в команде Людей Икс, поэтому она женщина, берсеркер, птица с сумасшедшими волосами, и это делает её потрясающей„.
Предсмертный крик (Шарра Нерамани) имеет запись во Всеобщем официальном справочнике Вселенной Marvel от A до Z (2006) #3 — Copperhead до Ethan Edwards, The Marvel Encyclopedia и Official Handbook of the Marvel Universe от A до Z (2008) HC vol. 03 — Капитан (Nextwave) — Элементы судьбы.

## Вымышленная биография
Шарра Нерамани представительница расы Ши'ар, дочь Кэл’сие Нерамани-Саммерс. Когда команда героев Мстителей с Земли победили Крии, императрица Лиландра переживала за безопасность Мстителей, из-за того что Крии могли попытаться им отмстить.
Лиландра приказывает Шарре примкнуть к Мстителям. Шарра работала со Мстителями несколько месяцев, скрывая свою личность. В скорее она рассказала о себе, так у неё сложились тесные дружеские отношения с товарищами по команде. Шарра с командой приходили на Олимп к герою Геркулесу.
После того как Мстители без её помощи смогли отбить атаки злодея Иммортуса, Шарра решает что им больше не требуется помощь. Она попросила Геркулеса вернуть её обратно в Империю Ши'ар.
По неизвестным причинам она просыпается и обнаруживает себя у Империи Крии, Шарру захватили и обвинили в нескольких убийствах. Находясь в тюрьме повышенного уровня охраны. Она была выбрана для участия в «Грязной дюжене» в команде с Питером Квиллом для борьбы с Фалангой. К сожалению Шарра как и все представители Ши'ар, враждебно относится к Капитану Вселенная, когда она увидела что он убил несколько своих противников, полагая что убийство другого человека является оскорблением его, поэтому Шарра стала атаковать Капитана Вселенная, он в свою очередь создал энергетический шар в целях самообороны. Шарра попадает под этот шар и взрывается с ним.
В событиях Войны Хаоса Шарра находится среди мёртвых людей, которые возвращаются к жизни после победы над Аматсу-Микабоши в царстве смерти. Тогда выяснилось что её настоящее имя всё-таки Шарра Нерамани, племянница королевы Лиландры и, по-видимому, дочь Кэл’сие Нерамани-Саммерс, как это предполагалось ранее. Лиландра лишила Шарру её имени из-за ухода от Мстителей,
она ушла потому что убила члена своего взвода в пьяной драке. В полное возможно что она с Фехтовальщиком и Ритой ДеМара смогли там выжить.

## Силы и способности
- Сверхпрочность
- Стойкость
- Когти
- Телепатия
- Реакция
- Акробатические навыки
- Атлетические навыки
- Ближний бой
- Силовая атака
- Дальняя атака
- Исцеление

## Критика
Newsarama оценил Шарру Немарани как самый худший член Мстителей, комментируя это так “Лиландра приказала Шарре отправится к Мстителям на Землю, где она стала другом Геркулесу и членом команды, они не обращали внимания на её внешность, псевдоним и смешными татуировками„.